# Azencross 2013
De 30e editie van de Azencross in Loenhout werd gehouden op 27 december 2013. De wedstrijd maakte deel uit van de bpost bank trofee 2013-2014. De titelverdediger was de Belg Niels Albert, die dit jaar door Sven Nys werd verslagen.

## Mannen elite

### Uitslag
| Plaats | Naam              | Ploeg                        | Tijd     |
| ------ | ----------------- | ---------------------------- | -------- |
| 1      | Sven Nys          | Crelan-Euphony               | 1u01'52" |
| 2      | Rob Peeters       | Telenet-Fidea                | + 21"    |
| 3      | Niels Albert      | BKCP-Powerplus               | + 24"    |
| 4      | Klaas Vantornout  | Sunweb-Napoleon Games        | + 43"    |
| 5      | Zdeněk Štybar     | Omega Pharma-Quick-Step      | + 48"    |
| 6      | Philipp Walsleben | BKCP-Powerplus               | + 54"    |
| 7      | Wietse Bosmans    | BKCP-Powerplus               | z.t.     |
| 8      | Jim Aernouts      | Sunweb-Napoleon Games        | + 58"    |
| 9      | Julien Taramarcaz | BMC Mountainbike Racing Team | + 1'03"  |
| 10     | Bart Wellens      | Telenet-Fidea                | + 1'24"  |
| 11     | 0                 |                              |          |
| 12     | 0                 |                              |          |
| 13     | 0                 |                              |          |
| 14     | 0                 |                              |          |
| 15     | 0                 |                              |          |

| Pos. | Punten |
| ---- | ------ |
| 1    | 80     |
| 2    | 60     |
| 3    | 40     |
| 4    | 30     |
| 5    | 25     |
| 6    | 20     |
| 7    | 17     |
| 8    | 15     |
| 9    | 12     |
| 10   | 10     |
| 11   | 8      |
| 12   | 5      |
| 13   | 4      |
| 14   | 2      |
| 15   | 1      |

1984 · 
1985 · 
1986 · 
1987 · 
1988 · 
1989 · 
1990 · 
1991 · 
1992 · 
1993 · 
1994 · 
1995 · 
1996 · 
1997 · 
1998 · 
1999 · 
2000 · 
2001 · 
2002 · 
2003 · 
2004 · 
2005 · 
2006 · 
2007 · 
2008 · 
2009 · 
2010 · 
2011 · 
2012 · 
2013 · 
2014 · 
2015 · 
2016 · 
2017 · 
2018 · 
2019 · 
2020 · 
2021 · 
2022 · 
2023 · 
2024
 GP Mario De Clercq · 
 Koppenbergcross · 
 GP van Hasselt · 
 GP Rouwmoer · 
 Azencross · 
 GP Sven Nys · 
 Krawatencross ·
 Internationale Sluitingsprijs